# Boyds Corner Reservoir
Boyds Corner Reservoir – mały zbiornik retencyjny na terenie stanu Nowy Jork, hrabstwa Putnam, należący do sieci wodociągowej miasta Nowy Jork, utworzony na rzecze West Branch Croton River. Zbiornik został oddany do użytku w 1873 r., w 1990 r. zbiornik i jego infrastruktura przeszły renowację.
Powierzchnia Boyds Corner Reservoir wynosi 378 akrów (1,53 km2), lustro wody położone jest na wysokości 581 stóp (177 m). Maksymalna głębia wynosi 12,1 m. Zbiornik mieści 1 700 000 galonów amerykańskich (6 400 000 L) wody.
Woda ze zbiornika przepływa poprzez rzekę Croton do West Branch Reservoir, gdzie miesza się z wodą przepływającą przez akwedukt Delaware od Rondout Reservoir.